# Annika: Crime Reporter
Annika: Crime reporter è una serie di film del 2012 tratta dai romanzi della scrittrice e giornalista svedese Liza Marklund che hanno come protagonista una giornalista di Stoccolma, Annika Bengtzon.

## Trama

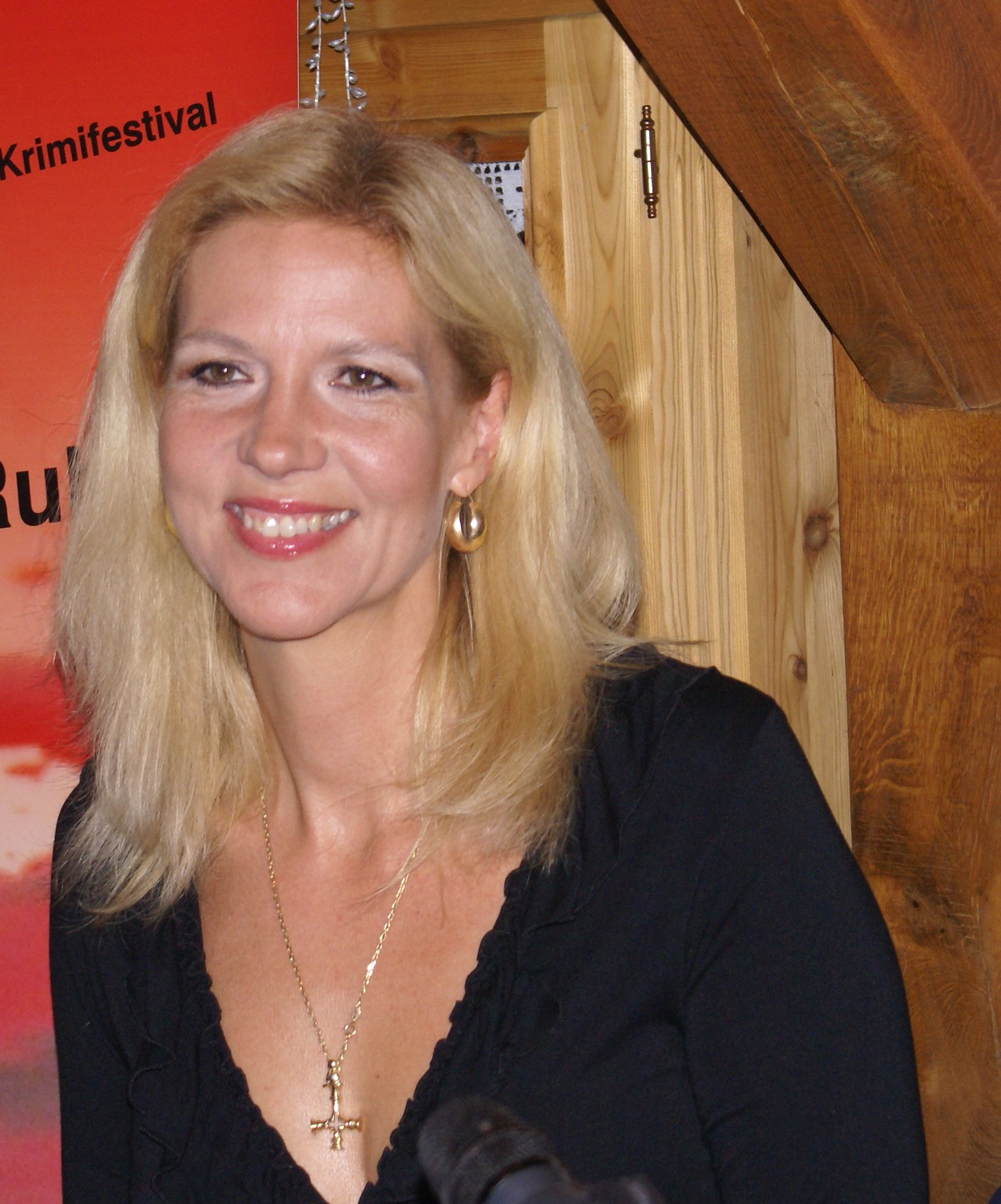
La scrittrice Liza Marklund, autrice dei romanzi, da cui è tratta la serie

Sono le inchieste della reporter di cronaca nera Annika Bengtzon del giornale svedese Stampa Della Sera.
La serie è tratta da alcuni dei romanzi della scrittrice Liza Marklund.
La serie comprende:
1. Il testamento di Nobel (Nobels Testamente) diretto da Peter Flinth
2. I dodici sospetti (Prime Time) diretto da Agneta Fagerström-Olsson
3. Studio Sex (Studio Sex) diretto da Agneta Fagerström-Olsson
4. Il lupo rosso (Den röda vargen) diretto da Agneta Fagerström-Olsson
5. Finché morte non ci separi (Livstid) diretto da Ulf Kvensler
6. Freddo sud (En plats i solen) diretto da Peter Flinth

### Il testamento di Nobel

l'attice Malin Crépin interpreta Annika Bengtzon ne Il testamento di Nobel

Dopo la premiazione del Nobel, in un attentato rimanere uccisa Caroline von Behring, scienziata svedese, a capo della commissione selezionatrice dei Nobel medici.

### I dodici sospetti
Dopo una festa, una nota presentatrice TV Michelle Carlsson viene assassinata con un colpo di pistola, in un castello del Sörmland.

### Studio Sex
In un parco viene trovato il cadavere, completamente nudo, di una ragazza strangolata.

### Il lupo rosso
Un giornalista di un quotidiano che aveva scritto su un caso accaduto quarant'anni prima in una base dell'aeronautica militare, viene ucciso, investito, da un'automobile.

### Finché morte non ci separi
Un agente di polizia famoso per avere liberato dei bambini ostaggio in una scuola, viene ritrovato assassinato.

### Freddo sud
Una famiglia di cittadini svedesi composta dall'ex campione sportivo Sebastian Söderström, la moglie e i due bambini piccoli sono rimasti soffocati durante una rapina nella villa, nella Costa del Sol, in Andalusia.